# Roberta D’Agostina
Roberta D’Agostina (* 17. August 1991 in Tolmezzo) ist eine ehemalige italienische Skispringerin. Sie wohnt in Tarvisio.

## Werdegang
D’Agostina gab am 19. Januar 2005 in Toblach ihr Debüt im Skisprung-Continental-Cup. Dort wurde sie neben Jenna Mohr zur ersten Springerin, die bei einem internationalen Wettkampf disqualifiziert wurde. Kurz darauf erreichte sie bei den Italienischen Meisterschaften 2005 die Bronzemedaille hinter Lisa Demetz und Elena Runggaldier. Ein Jahr später gewann sie punktgleich mit Elena Runggaldier ihren ersten Meistertitel.
Ihr bestes Einzelergebnis im Continental Cup ist der siebte Platz in Schonach 2007. Bei der Junioren-Weltmeisterschaft in Kranj 2006 erzielte sie den 5. Platz, in Tarvisio 2007 den 25. Platz und in Otepää 2011 Platz 20.
Bei der Nordischen Skiweltmeisterschaft 2011 wurde sie 27., 2013 erreichte sie den 31. Platz.
Seit Einführung des Weltcups war sie regelmäßiger Bestandteil des italienischen Aufgebots; als bestes Einzelresultat stehen zwei 23. Plätze in Ljubno 2013 zu Buche.
Im Januar 2014 musste sie ihre Skisprungkarriere aufgrund einer Schwangerschaft unterbrechen.
Vom März 2016 bis zum Februar 2017 trat D'Agostina wieder vereinzelt bei internationalen Wettkämpfen an, darunter dreimal im Weltcup.

## Erfolge

### Weltcup-Platzierungen
| Saison  | Platz | Punkte |
| ------- | ----- | ------ |
| 2011/12 | 47.   | 06     |
| 2012/13 | 42.   | 23     |

### Grand-Prix-Platzierungen
| Saison | Platz | Punkte |
| ------ | ----- | ------ |
| 2012   | 37.   | 05     |
| 2013   | 36.   | 29     |

### Continental-Cup-Platzierungen
| Saison  | Platz | Punkte |
| ------- | ----- | ------ |
| 2005/06 | 29.   | 114    |
| 2006/07 | 24.   | 179    |
| 2007/08 | 62.   | 012    |
| 2008/09 | 52.   | 037    |
| 2009/10 | 45.   | 032    |
| 2010/11 | 42.   | 067    |
| 2011/12 | 48.   | 023    |
| 2016/17 | 60.   | 006    |